# 大久保竹治
大久保 竹治（おおくぼ たけじ、1916年〈大正5年〉1月5日 - 2010年〈平成22年〉5月30日）は、日本の実業家。丸広百貨店グループ創業者。勲四等瑞宝章。日本百貨店協会常任理事、埼玉県公安委員長、川越商工会議所会頭などを務めた。

## 経歴

### 生い立ち
埼玉県入間郡飯能町（現在の飯能市）の製茶農家に5人兄弟妹の二男として生まれる。
少年の頃に都心の百貨店をみた竹治は「こんな大きな店があったのか。いつの日にか自分の店を持ちたい」と思い、それが夢となり進学も就職も商業の道を進んだ。

### 丸広百貨店設立まで
飯能実業学校卒業後は東京都八王子市で衣料を扱う「丸木」で働き修行。1939年（昭和14年）に飯能で修行先の名前を借りて「丸木商店」を開店。1949年（昭和24年）には「丸木」を会社組織として設立。川越本店、大宮店を開設し「丸木」は3店舗体制となる。その後、現在の「丸広百貨店」に名前を変更。竹治はその理由として「木はいつの日にか枯れるというのが出発点にあった。私としては、地域の人たちと仲良く、何事も丸く広くやっていきたいという願いがあったので丸広にした」と語っている。

### 経営理念と人生観
- 共存共栄、まるひろだけでなく地域全体の繁栄のなかでの地域の皆様に「愛されるまるひろ」、地域密着型の百貨店づくり。
- 心と心のつながりを大切にすること。
- いつも夢をもっていきること[3]。